# Sport Club do Porto
O Sport Club do Porto é um clube desportivo centenário da cidade do Porto, com dezenas de modalidades, que detém a Marina do Freixo. Foi fundado em 1904 por José Marques Barbosa e José Meirelles, ambos praticantes de Remo.